# Герб на СССР
Гербът на СССР е приет на 6 юли 1923 г. на II сесия на ЦИК на СССР, която приема графичния проект за герба (едновременно с приемането на проекта за Конституция). На 22 септември 1923 година проектът е окончателно утвърден от Председателя на Президиума на ЦИК СССР А. Енукидзе. Конституцията на СССР, приета на II сесия на Съветите от 31 януари 1924 година, официално узаконява новия герб. Първоначално на герба е има по три увивки от червената лента на всяка половина от житния венец. На всяка увивка е изписан девиза: „Пролетарии от всички страни, съединявайте се!“ на руски, украински, беларуски, грузински, арменски, тюрко-татарски език.
В средата на 30-те години е добавена увивка с девиз на латинизирания тюркски, а руският вариант е поставен на централната част от лентата.
През 1937 броят на девизите на герба е 11, през 1946 – 16. През 1956 девизът на фински език е премахнат от герба, тъй като Карело-Финската ССР отново придобива статут на автономна република. До края на съществуването на СССР на герба остават 15 ленти с девизи (една от тях е на централната част).
- (1923 – 1936)
- (1936 – 1946)
- (1946 – 1956)
- (1956 – 1991)

## Герб или емблема със символика
От хералдическа гледна точка гербът на СССР, както и гербовете на съветските републики, а също и на страните от Източния блок, представляват емблеми, а не гербове, тъй като не притежават характеристиките на един герб. Те съдържат социалистическа символика, която по идеологически причини не е подчинена на правилата при създаването на една хералдическа емблема каквато е гербът.

## Надписът – „Пролетарии от всички страни, съединявайте се!“ на различните езици на герба
| Ляво                                                     |                                                           | Дясно                                               |
| Туркменски език: Әхли юртларың пролетарлары, бирлешиң!   |                                                           | Естонски език: Kõigi maade proletaarlased, ühinege! |
| Таджикски език: Пролетарҳои ҳамаи мамлакатҳо, як шавед!  | Арменски език: Պրոլետարներ բոլոր երկրների, միացե'ք!       |                                                     |
| Латвийски език: Visu zemju proletārieši, savienojieties! | Киргизки език: Бардык өлкөлөрдүн пролетарлары, бириккиле! |                                                     |
| Литовски език: Visų šalių proletarai, vienykitės!        | Молдавски език: Пролетарь дин тоате цэриле, уници-вэ!     |                                                     |
| Грузински език: პროლეტარებო ყველა ქვეყნისა, შეერთდით!    | Азерски език: Бүтүн өлкәләрин пролетарлары, бирләшин!     |                                                     |
| Узбекски език: Бутун дунё пролетарлари, бирлашингиз!     | Казахски език: Барлық елдердің пролетарлары, бірігіңдер!  |                                                     |
| Украински език: Пролетарі всіх країн, єднайтеся!         | Беларуски език: Пралетарыі ўсіх краін, яднайцеся!         |                                                     |
| Руски език: Пролетарии всех стран, соединяйтесь!         |                                                           |                                                     |